# Chillán
Chillán es una comuna de la zona central de Chile, es capital de la Región de Ñuble. Su área urbana, en conjunto con la comuna de Chillán Viejo, conforman la Conurbación Chillán.
Limita al norte con las comunas de San Nicolás y San Carlos; al sur con Chillán Viejo, Bulnes y San Ignacio; al Oriente con las comunas de Pinto y Coihueco; y al poniente con Quillón, Portezuelo y Ránquil. Integra junto a todas las comunas de Ñuble el distrito electoral N.º 19 y pertenece a la 16.ª circunscripción senatorial (Ñuble).

## Historia
Fue fundada el 26 de junio de 1580 por Martín Ruiz de Gamboa, capitán general y gobernador de Chile en esos años, quien le dio el nombre de San Bartolomé, emplazándola en la ribera norte del río Chillán, lugar donde se encontraba el Fuerte San Bartolomé. Nombró por Alcalde al Capitán Fernando de Alvarado, por Alcaldes ordinarios al Capitán Francisco Jufré y al Capitán José de Castro, por regidores a Francisco Alonso Ortiz de Atenas, Francisco de Tapia, Fernando Vallejo, Esteban de Lagos, Alonso de Gómez, Alonso de Valladolid; y por procurador y mayordomo al Capitán Diego de Baraona. Por orden del Gobernador, años más tarde la nueva ciudad recibió el nombre de San Bartolomé de Gamboa. En 1655, la ciudad fue destruida por los mapuches, siendo reconstruida en un sector conocido hoy en día como el bajo, nueve años más tarde, por orden del Gobernador Ángel de Peredo.
Casi un siglo más tarde, un violento terremoto de 8,8 grados, en el año 1751, destruyó completamente la ciudad, provocando además que el río cambiara su curso cerca de 15 cuadras, lo que llevó a varios de sus habitantes a trasladarse a un sector conocido como Alto de la Horca, motivando a que el gobernador Domingo Ortiz de Rozas decretase el 25 de septiembre de 1751, el traslado oficial de ciudad a dicho lugar, donde actualmente se levanta Chillán Viejo.
En 1835, la ciudad es nuevamente destruida por un terremoto y es refundada en el lugar que ocupa hoy, el 5 de noviembre de ese mismo año, bajo el gobierno de José Joaquín Prieto Vial.
En 1939, un violento terremoto de 8,3 grados sacudió la ciudad, donde murieron más de 30 000 personas y acabó con casi la totalidad de la comuna. El terremoto de Chillán ha sido el de mayor cantidad de víctimas mortales de la historia de Chile, y a la vez determinó un cambio total en la arquitectura de la ciudad, reconstruida teniendo presente nuevos criterios sísmicos que se aplicaron en gran parte de Chile por la Dirección de Arquitectura del Ministerio de Obras Públicas.
En la madrugada del 27 de febrero de 2010 a las 03:34 horas la ciudad nuevamente fue azotada por un violento terremoto de 8,8 grados Richter siendo el epicentro 98 km al noroeste de la ciudad, dejando a su paso numerosos daños estructurales en viviendas, edificios, puentes, fábricas entre otras construcciones.
El 6 de septiembre de 2018, la ciudad se convirtió en capital de la Región de Ñuble, independizandose de la Región del Biobío.

## Geografía

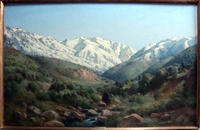
Cordilleras de Chillán del pintor chileno Onofre Jarpa.

La comuna de Chillán se encuentra emplazada en la unidad geomorfológica de Llano central fluvio-glacio-volcánico.
La ciudad se enclava sobre una estructura tectónica de fines del período Terciario, en la parte del valle longitudinal que se identifica con el llano central.
Morfológicamente el terreno corresponde a una llanura aluvial, con predominio de sedimentos fluvioglaciales, conformados durante el Cuaternario por la acción de los ríos Ñuble y Cato por el Norte y el río Chillán por el Sur, ambos afluentes de la gran Hoya hidrográfica del Itata. La naturaleza aluvial del enclave de realizó se confirma por estudios geológicos posteriores, hechos a raíz del terremoto del año 1939, cuando se efectuó una prospección a más de 80 m de profundidad, sin encontrar roca fundamental.

### Clima
Presenta según la clasificación climática de Köppen el clima mediterráneo de lluvia invernal (Csb).
Chillan se caracteriza durante la temporada de verano en Chile como una de las ciudades más calurosas, como también los son Santiago, Los Andes, Los Ángeles, etc. El mes más caluroso es enero que registra temperaturas medias de 20,1 °C. Las máximas absolutas se registran a mediados del mismo mes, donde alcanzan valores de hasta 38 °C a la sombra. La temperatura más alta que marcó el Aeródromo Bernardo O'Higgins en la ciudad fue de 41,6 °C el día 3 de febrero de 2023 a causa de los incendios que sufrió el país, otro registro fue de 41,5 °C el día 26 de enero de 2017 durante una ola de calor extrema. El mes más frío es julio que anota temperaturas que oscilan entre los 1 °C y 5 °C. Entre las mínimas absolutas más significativas se registran también en el mes de julio, donde alcanzan hasta -7 °C. Las precipitaciones son del orden de 1.058 mm anuales.
Las bajas notables de temperatura observadas en este período, se deben al avance de masas de aire frío polar que penetran muy al interior del país y la presencia de la cordillera de costa que impide que llegue la influencia moderadora del mar. La temperatura media para un año normal según datos registrados por la estación meteorológica del aeródromo de la Fuerza Aérea de Chile, es de 13,05 °C.
| Parámetros climáticos promedio de Chillan (Aeródromo General Bernardo O'Higgins) 1991–2020, extremos 1950–presente | Parámetros climáticos promedio de Chillan (Aeródromo General Bernardo O'Higgins) 1991–2020, extremos 1950–presente | Parámetros climáticos promedio de Chillan (Aeródromo General Bernardo O'Higgins) 1991–2020, extremos 1950–presente | Parámetros climáticos promedio de Chillan (Aeródromo General Bernardo O'Higgins) 1991–2020, extremos 1950–presente | Parámetros climáticos promedio de Chillan (Aeródromo General Bernardo O'Higgins) 1991–2020, extremos 1950–presente | Parámetros climáticos promedio de Chillan (Aeródromo General Bernardo O'Higgins) 1991–2020, extremos 1950–presente | Parámetros climáticos promedio de Chillan (Aeródromo General Bernardo O'Higgins) 1991–2020, extremos 1950–presente | Parámetros climáticos promedio de Chillan (Aeródromo General Bernardo O'Higgins) 1991–2020, extremos 1950–presente | Parámetros climáticos promedio de Chillan (Aeródromo General Bernardo O'Higgins) 1991–2020, extremos 1950–presente | Parámetros climáticos promedio de Chillan (Aeródromo General Bernardo O'Higgins) 1991–2020, extremos 1950–presente | Parámetros climáticos promedio de Chillan (Aeródromo General Bernardo O'Higgins) 1991–2020, extremos 1950–presente | Parámetros climáticos promedio de Chillan (Aeródromo General Bernardo O'Higgins) 1991–2020, extremos 1950–presente | Parámetros climáticos promedio de Chillan (Aeródromo General Bernardo O'Higgins) 1991–2020, extremos 1950–presente | Parámetros climáticos promedio de Chillan (Aeródromo General Bernardo O'Higgins) 1991–2020, extremos 1950–presente |
| Mes | Ene. | Feb. | Mar. | Abr. | May. | Jun. | Jul. | Ago. | Sep. | Oct. | Nov. | Dic. | Anual |
| --- | --- | --- | --- | --- | --- | --- | --- | --- | --- | --- | --- | --- | --- |
| Temp. máx. abs. (°C)                                                                                               | 41.5 | 41.6 | 37.8 | 31.8 | 27.0 | 23.2 | 20.4 | 25.2 | 28.5 | 31.9 | 36.3 | 36.6 | 41.6 |
| Temp. máx. media (°C)                                                                                              | 29.6 | 29.2 | 26.3 | 20.6 | 15.3 | 12.3 | 12.1 | 14.1 | 17.0 | 19.7 | 23.4 | 26.8 | 20.5 |
| Temp. media (°C)                                                                                                   | 20.5 | 21.3 | 17.6 | 13.6 | 10.5 | 8.5 | 7.8 | 9.2 | 11.1 | 13.2 | 15.9 | 18.5 | 13.9 |
| Temp. mín. media (°C)                                                                                              | 11.4 | 10.6 | 9.0 | 6.6 | 5.6 | 4.7 | 3.5 | 4.2 | 5.1 | 6.7 | 8.3 | 10.2 | 7.2 |
| Temp. mín. abs. (°C)                                                                                               | 1.8 | 2.0 | -1.2 | -2.8 | -5.9 | -6.3 | -7.0 | -4.6 | -3.2 | -2.0 | 0.5 | 0.0 | -7.0 |
| Precipitación total (mm)                                                                                           | 8.7 | 24.4 | 17.8 | 65.9 | 160.2 | 211.4 | 149.3 | 123.9 | 70.1 | 58.0 | 27.7 | 18.8 | 936.2 |
| Días de precipitaciones (≥ 1.0 mm)                                                                                 | 1.1 | 1.5 | 2.0 | 4.9 | 8.9 | 12.3 | 10.6 | 9.8 | 6.5 | 5.7 | 2.7 | 2.2 | 68.2 |
| Horas de sol | 359.6 | 296.6 | 260.4 | 177.0 | 120.9 | 87.0 | 105.4 | 142.6 | 183.0 | 229.4 | 282.0 | 334.8 | 2578.7 |
| Humedad relativa (%)                                                                                               | 50 | 53 | 58 | 68 | 80 | 85 | 83 | 78 | 72 | 67 | 60 | 54 | 67 |
| Fuente n.º 1: Dirección Meteorológica de Chile (humedad 1970–2000)                                                 | | | | | | | | | | | | | |
| Fuente n.º 2: NOAA (días con precipitaciones 1991–2020), Universidad de Chile (horas de sol)                       | | | | | | | | | | | | | |

### Hidrografía
Esta se halla en la cuenca hidrográfica de río Itata. La geomorfología original del área de Chillán, corresponde a un pantano que, a medida que fue intervenido por la acción humana, ha ido perdiendo diversas reservas de agua.
Además, la comuna posee diversos cuerpos de agua, entre los que se destacan el río Cato, río Itata y río Ñuble. Las más relevantes actualmente corresponden a sus cursos hídricos caudalosos, como el río Ñuble que nace desde los Nevados de Chillán y el límite con Argentina, y que ha servido como límite natural de la división administrativa.
El segundo río de mayor importancia, es el río Chillán, cual atraviesa el sur de la ciudad. Su curso actual, corresponde a una desviación ocasionada tras el terremoto de 1751, cuyo trazado original, hoy fue convertido en la avenida Río Viejo.
Otros cuerpos de agua de relevancia en la comuna, son el río Itata, el río Cato y el Estero Las Toscas. El primero debe su importancia al ser el principal torrente de la región, el segundo por ser el principal afluente del río Ñuble y, el tercero, porque es el principal riachuelo que cruza la ciudad.

## Medio ambiente

Trazado simplificado de los ecosistemas y cuerpos de agua presentes en la comuna de Chillán.

### Ecosistemas
Dentro del territorio de la comuna se pueden hallar los siguientes ecosistemas:
- Bosque esclerófilo mediterráneo interior donde predominan Lithrea caustica y Peumus boldus (En peligro)
- Bosque esclerófilo psamófilo mediterráneo interior donde predominan Quillaja saponaria y Fabiana imbricata (En peligro crítico)

### Medidas de protección ambiental y conflictos socioambientales
Hasta 2022, la comuna de Chillán cuenta con un área territorial destinada a la protección ambiental:
- Humedal San Miguel (Humedal urbano)[26]

## Demografía
La comuna de Chillán abarca una superficie de 511,2 km² y hasta el censo de 2017 tenía una población de 184.739 habitantes, correspondiente al 38,4% de la población total de la Región de Ñuble, la que según el mismo censo, cuenta con un total de 480 609 personas. Del total de la demografía de la comuna, 87 521 pertenece al género masculino, mientras que 97 218 personas al femenino. Asimismo, la población urbana corresponde a 168.647 personas y la rural suma 16.092 habitantes.

### localidades
El siguiente listado contiene las localidades que dependen administrativamente de la Municipalidad de Chillán, con sus respectivos habitantes correspondientes al Censo de 2002:
- Chillán, capital comunal, 146.701 habitantes.
- Quinchamalí, 1.314 habitantes.
- Las Mariposas, 955 habitantes.
- Quinquehua, 659 habitantes.
- El Huape, 557 habitantes.
- El Emboque, 544 habitantes.
- Los Montes, 440 habitantes.
- La Vega, 439 habitantes.
- Rinconada de Cato, 426 habitantes.
- Capilla Cox, 405 habitantes.
- Santa Raquel, 367 habitantes.
- Confluencia, 326 habitantes.
- Reloca, 326 habitantes.
- Santa Clara, 318 habitantes.
- La Victoria, 313 habitantes.
- Monte Rico, 290 habitantes.
- Malloa, 260 habitantes.
- Cheñique, 237 habitantes.
- Ñuble Alto, 206 habitantes.
- Esperanza de Cato, 183 habitantes.
- Liceo Agrícola, 179 habitantes.
- Los Montes, 176 habitantes.
- Barriales, 170 habitantes.
- Santa Cruz de Cuca, 106 habitantes.
- Colliguay, 102 habitantes.
- Callejón Los Sapitos, 76 habitantes.
- Sector Escuela, 66 habitantes.
- Las Raíces, 63 habitantes.
- Las Ineas, 60 habitantes.
- Villa Esperanza, 54 habitantes.
- Villa Rocky, 54 habitantes.
- Alto de Huechupín, 52 habitantes.
- Paso Ancho, 51 habitantes.
- Callejón Arias, 48 habitantes.
- Las Rosas, 45 habitantes.
- Los Litrales, 40 habitantes.
- Villa Osorio, 40 habitantes.
- Brisas del Parque, 39 habitantes.
- Laurel de Oro, 38 habitantes.
- San Bernardo Oriente, 37 habitantes.
- Rinconada, 30 habitantes.
- Villa Las Rosas, 30 habitantes.
- Larqui, 26 habitantes.
- San Gabriel, 24 habitantes.
- Las Quilas, 19 habitantes.

## Administración

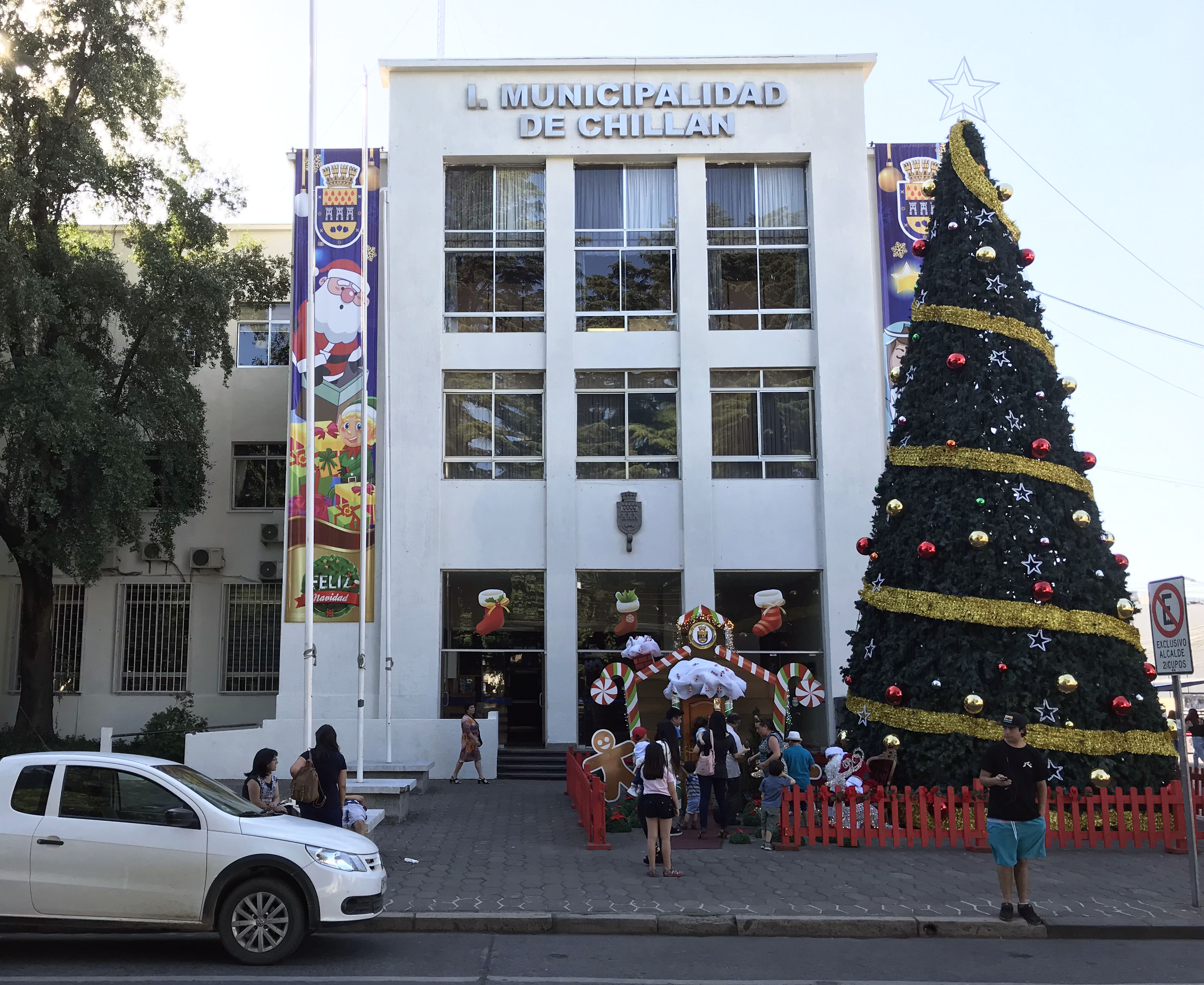
Casa consistorial de Chillán

La administración de la comuna de Chillán corresponde a la Ilustre Municipalidad de Chillán, cuya máxima autoridad es el alcalde Camilo Benavente Jiménez (PPD) quien la dirige desde 2021. El alcalde es asesorado por el concejo municipal, integrado en el periodo 2024-2028 por los concejales:
- Raúl Franulic Horta (REP)
- Rodrigo Ramírez Soto (UDI)
- Iván Badilla Lucio (Ind./UDI)
- Debora Fernández Durán (PSC)
- Carolina Chávez Echeverría (RN)
- Yerson Soto Venegas (PR)
- Brígida Hormazábal Gaete (PS)
- Yanina Contreras Mendoza (Ind./PPD)
- Cristián Jara Garrido (AVP)
- Catalina Sandoval Jarpa (REP)

## Economía
En 2021, la cantidad de empresas registradas en Chillán fue de 14.689. El Índice de Complejidad Económica (ECI) en el año 2018 fue de 2,02, mientras que las actividades económicas con mayor índice de Ventaja Comparativa Revelada (RCA) fueron Reparación de Maquinaria Agropecuaria y Forestal (140,3), Otras Actividades Relacionadas al Deporte (45,83) y Venta al por Menor de Lámparas, Apliqués y Similares (20,48).

## Relaciones internacionales
La ciudad de Chillán es sede de una serie de instituciones de relaciones internacionales, tales como la Unidad Regional de Asuntos Internacionales (URAI) del Gobierno Regional de Ñuble, encargada del análisis y gestión de las relaciones bilaterales y multilaterales de la región con América Latina y el resto del mundo, la Unidad Regional de Promoción y Atracción de Inversiones, la oficina regional del Servicio Nacional de Migraciones, la oficina regional de la Dirección General de Promoción de Exportaciones (ProChile), y el Departamento de Migraciones y Policía Internacional de la Policía de Investigaciones, y la Oficina de la Diversidad Social y Cultural de la Municipalidad de Chillán, que brinda apoyo a la población migrante de la ciudad.
En materia de relaciones internacionales y educación superior, el principal actor dentro de Chillán es la Unidad de Relaciones Internacionales de la Dirección de Vinculación con el Medio, y el Instituto de Idiomas de la Universidad Adventista de Chile.

## Servicios públicos

### Educación
La ciudad cuenta con diversas casas de educación superior, entre universidades, centros de formación técnica e institutos profesionales. Entre los que se cuentan

#### Universidades tradicionales
- Universidad de Concepción
- Universidad del Bío-Bío

#### Universidades privadas
- Universidad La República
- Universidad del Alba
- Universidad Adventista de Chile
- Universidad Bolivariana de Chile

#### Institutos profesionales
- Instituto Tecnológico de la Universidad Católica de la Santísima Concepción
- Instituto Profesional Dr. Virginio Gómez de la Universidad de Concepción
- Instituto Profesional y Centro de Formación Técnica Santo Tomás
- INACAP
- Instituto Profesional Valle Central
- Instituto Profesional Diego Portales
- Instituto Profesional Providencia
- Instituto Profesional AIEP de la Universidad Andrés Bello

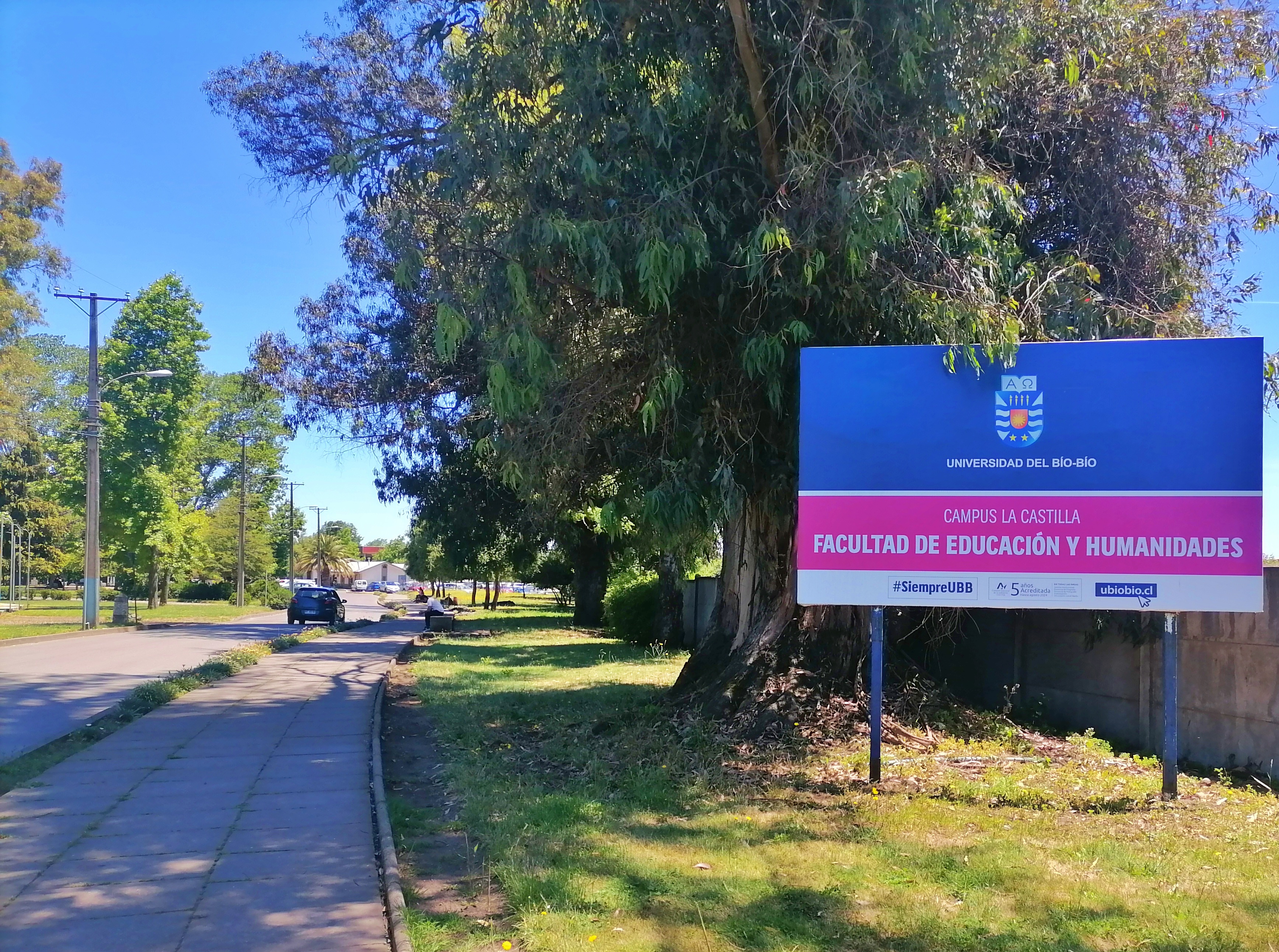
Campus La Castilla de la Universidad del Bío-Bío
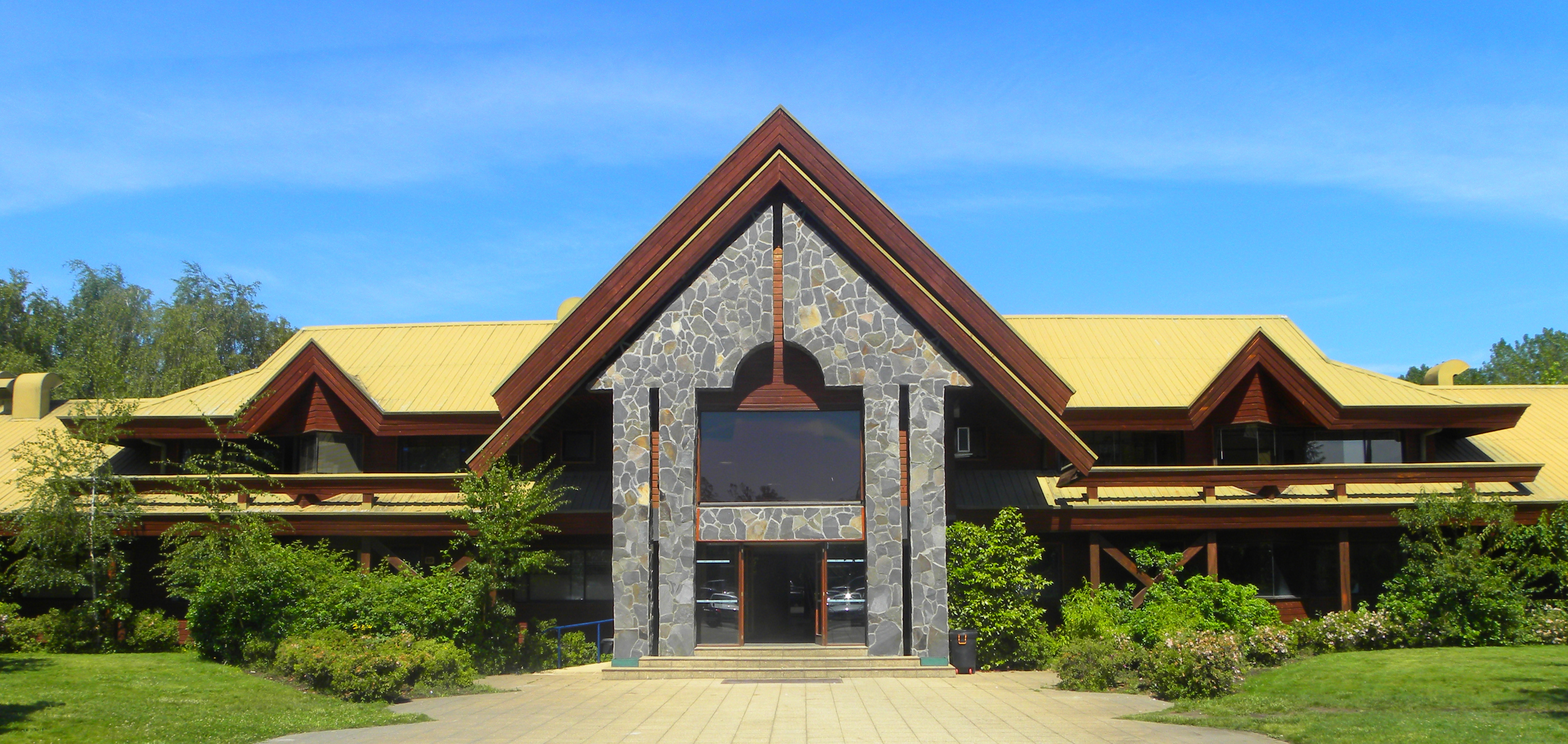
Campus Chillán de la Universidad del Alba
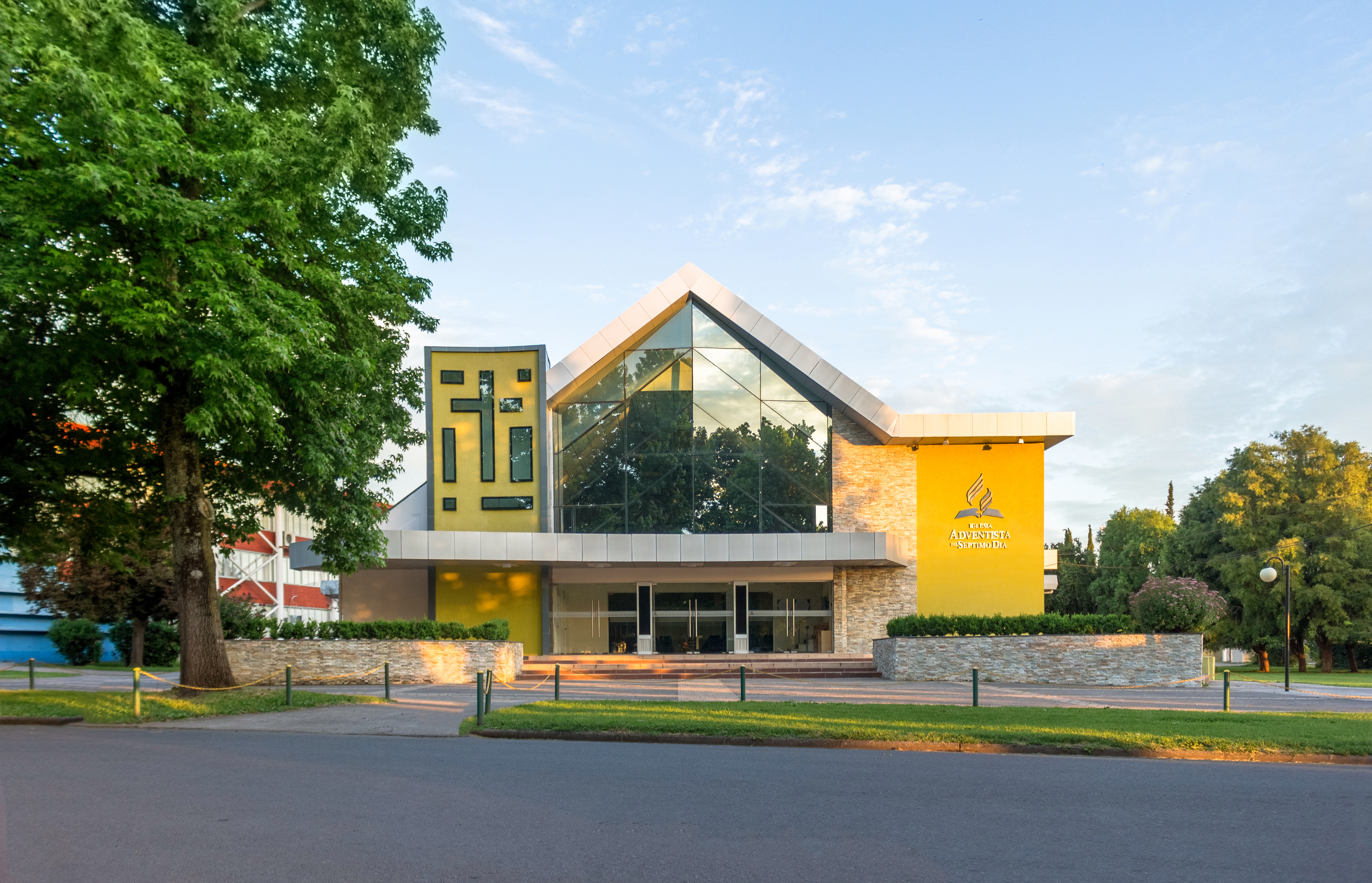
Casa central de la Universidad Adventista de Chile
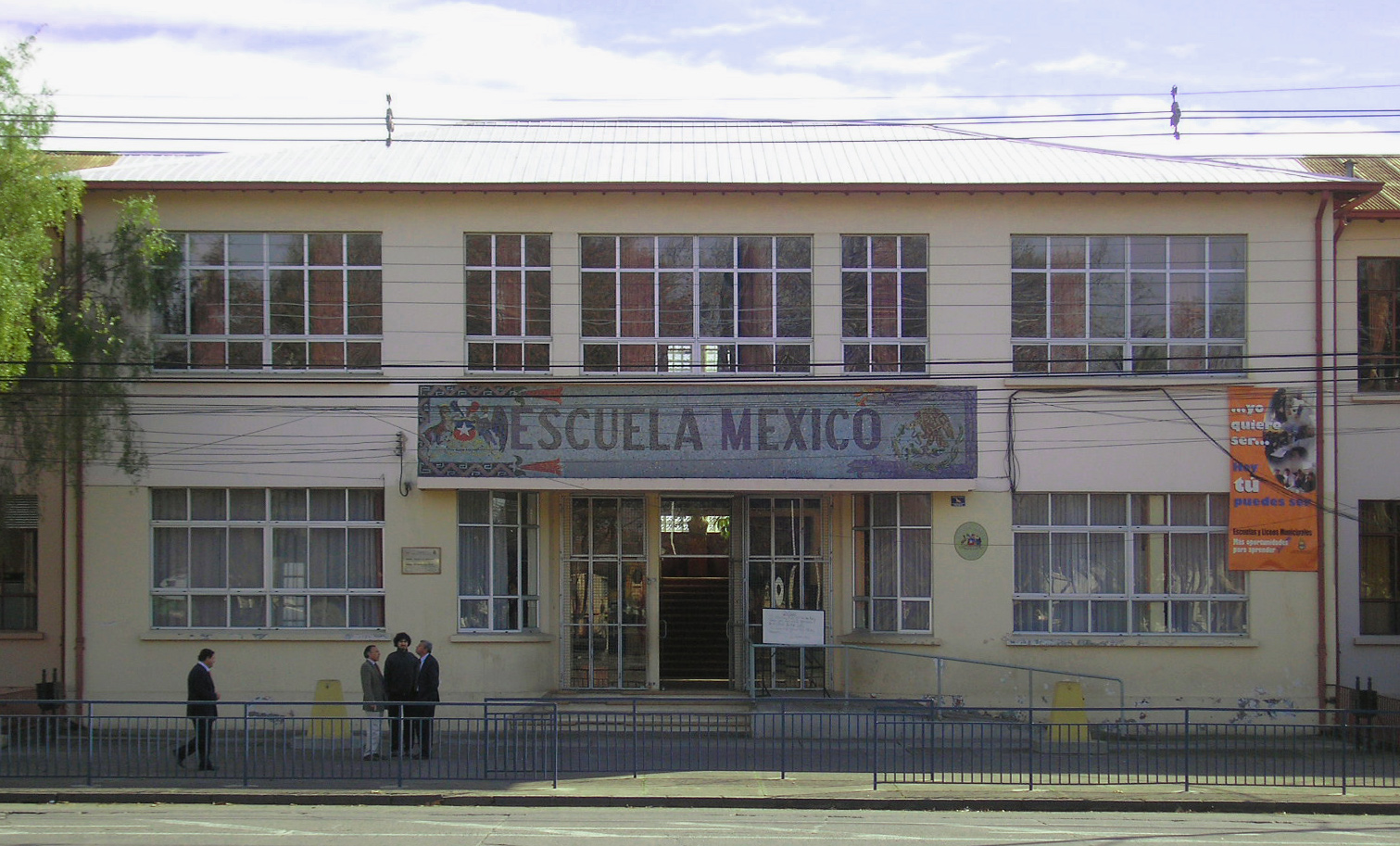
Escuela República de México, en su interior alberga los Murales de Siqueiros y Guerrero
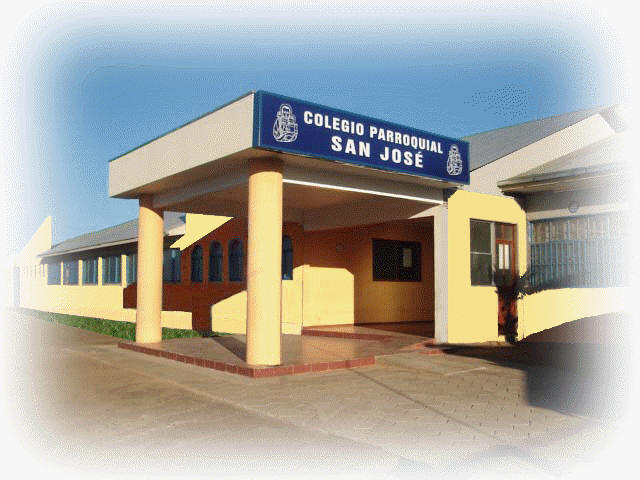
Colegio Parroquial San José de Chillán, ubicado en el sector de Los Volcanes

## Cultura

### Referentes locales
Chillán es el lugar de nacimiento del gran pianista Claudio Arrau, en 1903, considerado como uno de los más grandes pianistas del siglo XX y quien en 1982 publicó el que sería el primer CD de audio de música clásica de la historia.

### Religión

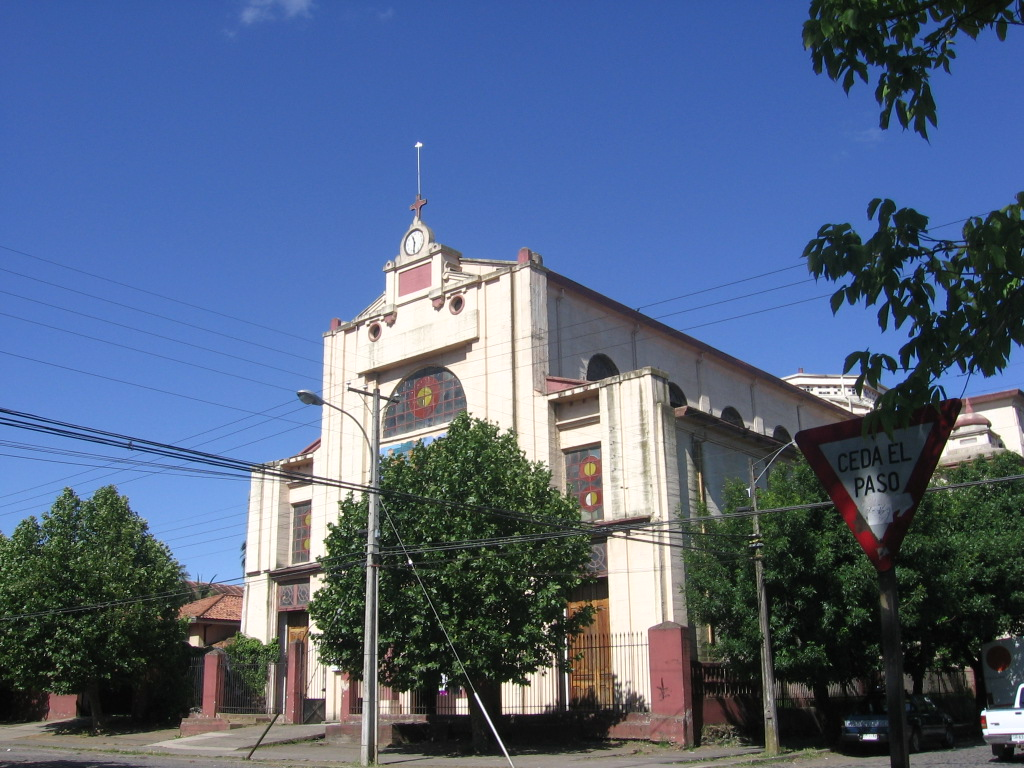
Templo San Francisco de Chillán

La religión mayoritaria dentro de la población comunal sobre los 15 años de edad, según el censo de 2002, es la cristiana representada en dos tendencia principales que son la católica con un 64,46 % y la evangélica con un 20,99 %. Los mormones representa un 0,95 %, los testigos de Jehová un 0,69 %, judíos un 0,05 %, ortodoxos un 0,03 %, musulmanes un 0,02 % y un 5 % se declaró de otra religión o credo. Los ateos, agnósticos o de ninguna religión representan un 7,72 %,

## Deportes

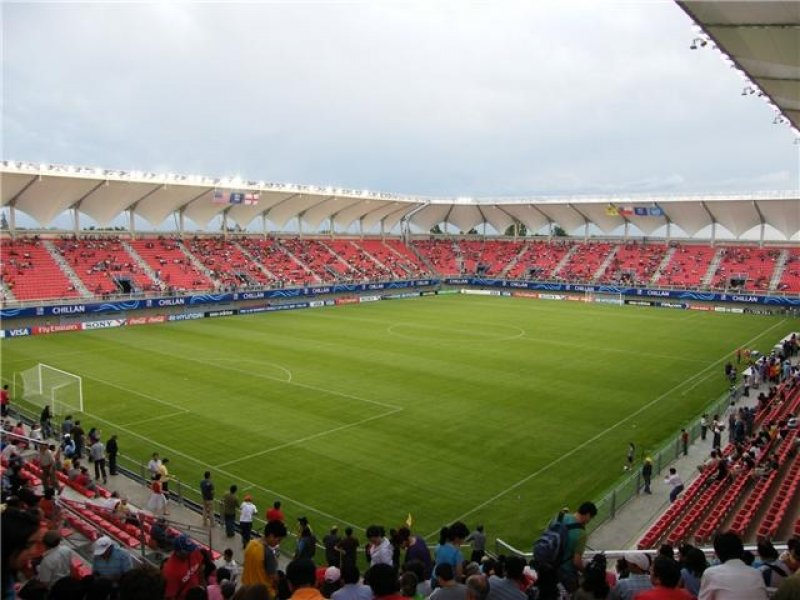
Vista panorámica del estadio Nelson Oyarzún

La ciudad cuenta con un equipo profesional de fútbol, el Deportivo Ñublense, el cual es una sociedad anónima. Este club fue fundado el 20 de agosto de 1916 con el nombre de Liceo Fútbol Club y actualmente juega en la Primera división de Chile. Ñublense participó en la Copa Sudamericana 2008, siendo la primera participación internacional del club.
Ñublense ejerce de local en el estadio municipal Nelson Oyarzún Arenas, cuyo nombre se debe a su antiguo director técnico. Este estadio se inauguró el 2 de noviembre de 2008 con un partido amistoso frente a la selección femenina sub-20 de Argentina y fue sede de la Copa Mundial Femenina de Fútbol Sub-20 de 2008 y de la Copa Mundial de Fútbol Sub-17 de 2015.
Otro deporte importante en Chillán es el rodeo chileno que se practica en la medialuna que se encuentra a un costado del estadio. En 1984 los jinetes de Chillán Felipe Jiménez y Hugo Navarro fueron campeones nacionales al ganar el Campeonato Nacional de Rodeo disputado en la ciudad de Rancagua.
Esta ciudad cuenta con en el complejo deportivo Quilamapu, en el que se pueden encontrar gimnasios, canchas de fútbol y una pista de bicicrós. En enero de 2013, se realizó en esta pista de bicicrós el torneo abierto internacional de Bicicrós, donde participaron cerca de 300 pilotos de distintas ciudades de Chile y de Latinoamérica. De esta pista han salido varios exponentes chillanejos del BMX, como Angelines Nicoletta, excampeona nacional y vicecampeona mundial en la disciplina Junior en la temporada 2000 y Sergio Torres, un corredor que participa en diferentes competencias de BMX en España, siendo vicecampeón en la Liga BMX Race y tercer lugar en la Copa España y en el Campeonato de España 2012 y campeón del Campeonato de España 2013 en la categoría de 15 y 16 años realizado en Alicante.

## Transporte

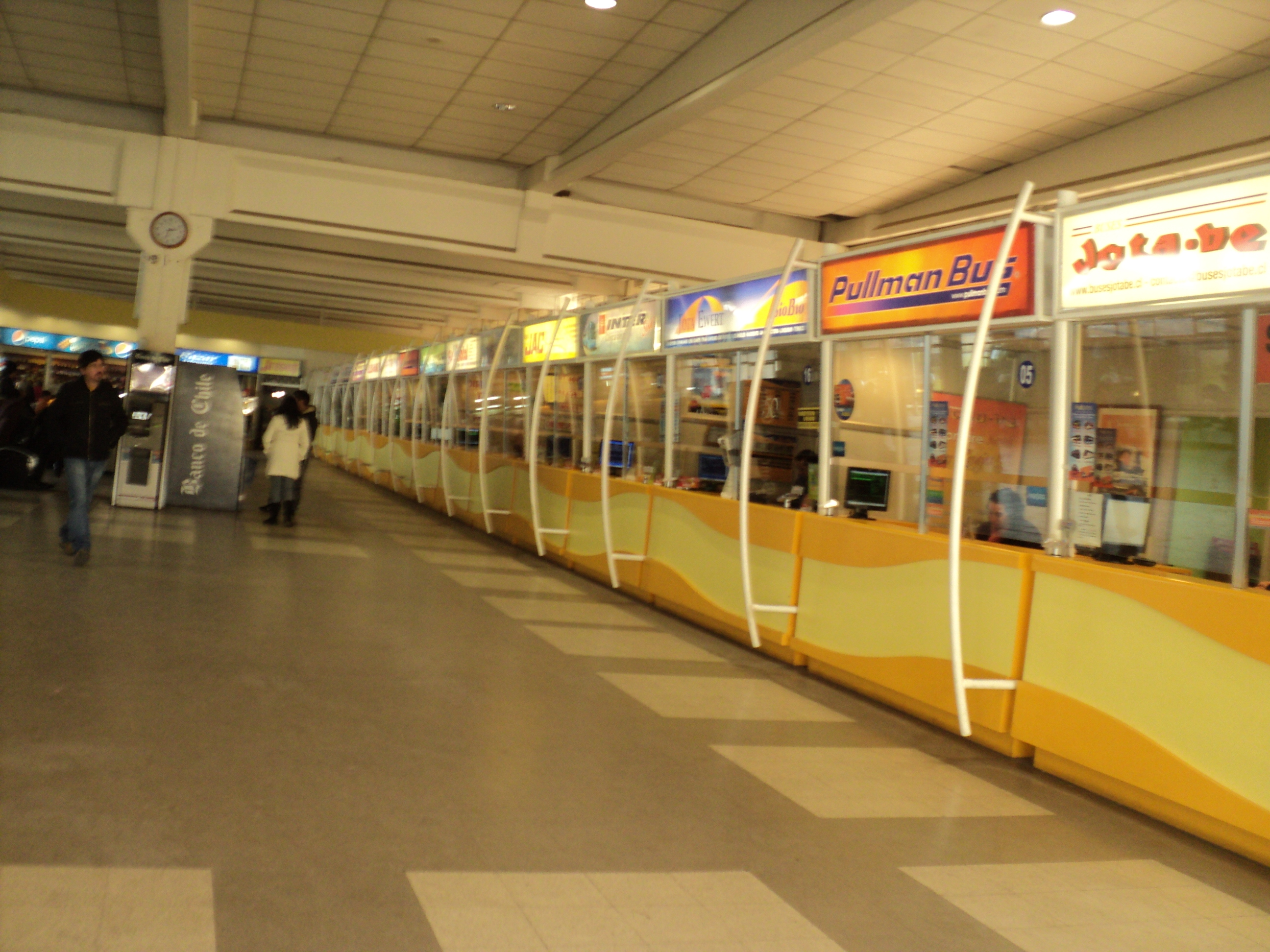
Interior de Terminal María Teresa

### Terrestre

#### Transporte interurbano
En la ciudad existen cuatro terminales de buses:
- Terminal María Teresa: Ubicado en acceso norte a la ciudad, en Av. O'Higgins casi al llegar a Av. Ecuador, es el rodoviario principal, ya que aquí operan todas las empresas de buses interprovinciales con destinos principales a ciudades como Valparaíso, Viña del Mar, Santiago, Rancagua, Curicó, Talca, Linares, Parral, Talcahuano, Concepción, Los Ángeles, Temuco, Valdivia, Osorno, Puerto Varas, Puerto Montt, etc. En este, las empresas Turbus, Linatal, Nilahue, Buses Bio Bio, Pullman Bus, JAC, EME Bus, Sol del Pacífico, Buses Ríos, Vía Costa, Jet Sur, Pullman Tur, Traveltur, Pullman Setter, ETM, Talca París y Londres, Ivergrama y FlixBus ofrecen sus recorridos.
- Terminal Línea Azul: Ubicado en el centro la ciudad, en Av. Brasil, cerca de la estación de trenes, es el rodoviario que opera solamente Línea Azul.
- Terminal La Merced: Se encuentra ubicado en pleno corazón del centro de la comuna (específicamente en calle Sargento Aldea entre Maipón y Arturo Prat) y cuenta con recorridos a la mayoría de pueblos aledaños a Chillán (como Coihueco, Cobquecura, San Carlos, Pinto, Bulnes, Quillón, Coelemu, Quirihue, Yungay, Portezuelo, Cabrero, Monte Águila, Yumbel, etc). En este, las empresas Ruta Bulnes, TMT, Santa Cruz, Ruta Sur, Rome Tur, Turis Rey, Petoch, Buses Feris Buses Mora, San Sebatián, Buses del Rosario, Pullman JR, Buses Montecinos, Buses Expa, Vía Itata, Cinta Azul, Buses Saavedra Hermanos, Buses JAM, Jota Ese, Seba Bus, Buses TAM y Buses Millar ofrecen sus recorridos.
- Terminal La Palmera: Se encuentra ubicado al este de la ciudad, en Francisco Ramírez con Hernando de Magallanes, cerca al hospital. Es el terminal de buses más pequeño de la ciudad. Igual que el Terminal La Merced, este cuenta con recorridos a varios pueblos aledaños a Chillán, como Quirihue, Coelemu, Coihueco, y San Carlos. En este, las empresas La Palmera y Jara e Hijos ofrecen sus recorridos.

#### Transporte público local
El sistema de transporte público local está conformado por 10 líneas de taxibuses, conocidos como Micros (1, 2, 3, 4, 6, 7, 8, 11, 13 y línea 10, conocida por el nombre de Rápidos), que recorren toda el área urbana de Chillán y Chillán Viejo, además alcanzando localidades cercanas como Cocharcas y Las Mariposas. El parque de transporte mayor está compuesto en su mayoría por microbuses ligeros de mediana capacidad. que en conjunto sirven, mediante diez líneas de microbuses o autobuses, las necesidades de los habitantes de la ciudad. El sistema, a pesar de contar con máquinas de cierta antigüedad, es valorado por los chillanejos por su eficiencia y experimenta una renovación parcial de su flota. Estas últimas son el pilar del transporte de la intercomuna. Además, el transporte menor está compuesto por aproximadamente 30 líneas de taxis colectivos, además de taxis. Desde el 1 de enero de 2024 comenzó la implementación total del pago electrónico en los taxibuses, a través de dos métodos, por una tarjeta (como la tarjeta bip! en Santiago) o con código QR, dejando atrás el pago en efectivo al conductor del vehículo, esto convirtió a la ciudad en la primera en usar este método en regiones y la segunda a nivel nacional luego de Santiago.

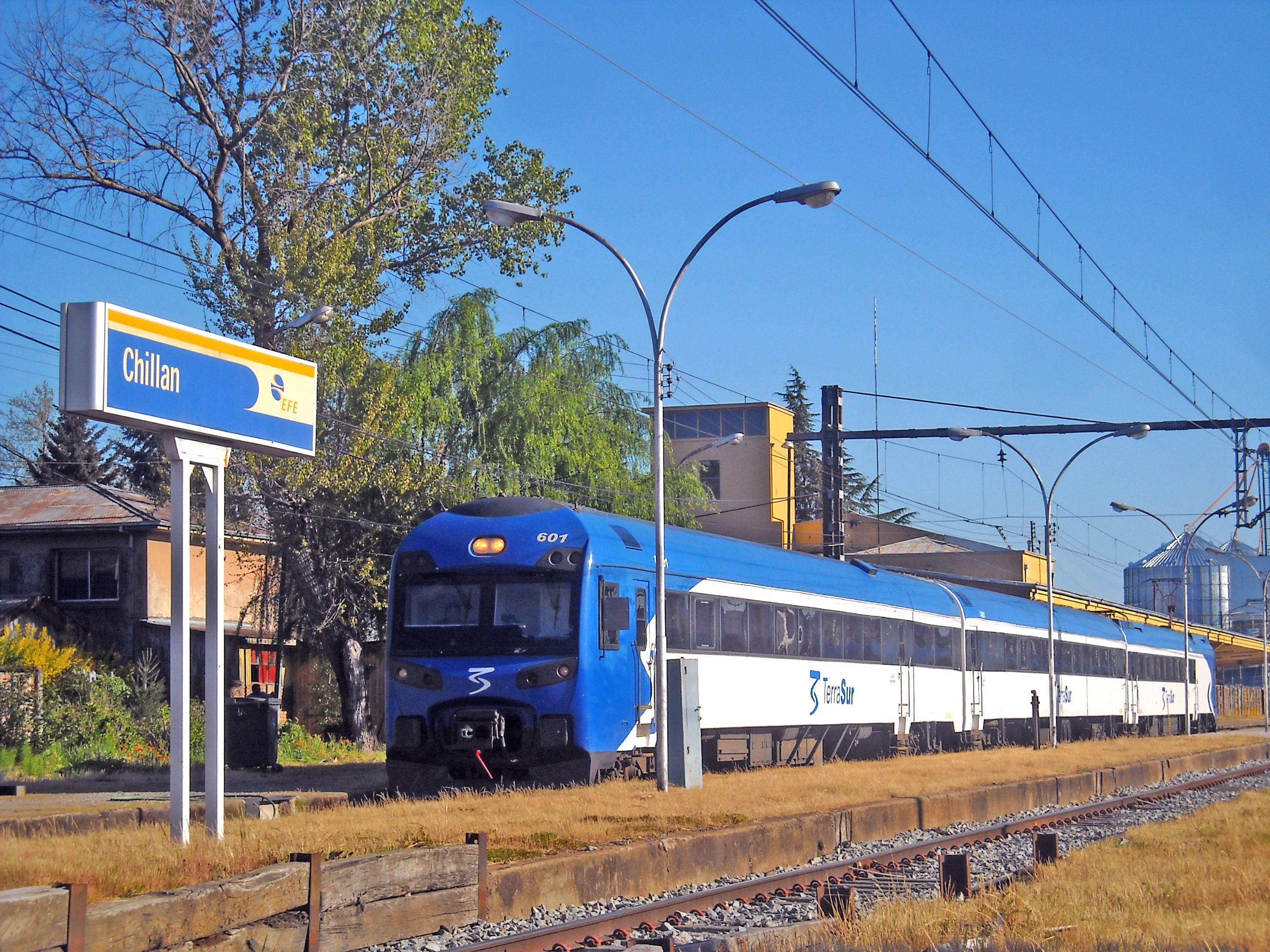
Ferrocarril de Terrasur en la estación Chillán

### Ferrocarril
Chillán es la última estación del servicio Tren Chillán-Estación Central de la Empresa de los Ferrocarriles del Estado (EFE). Cuenta con servicios diarios a Santiago, con intermedios en San Carlos, Parral, Linares, San Javier, Talca, Molina, Curicó, San Fernando y Rancagua.

### Aéreo
En la comuna existe el Aeródromo General Bernardo O'Higgins y el Aeródromo La Vertiente de carácter público, mientras que el Aeródromo Fundo El Carmen que está ubicado en el Camino a Pinto, es de carácter privado. Ninguno de los recintos mencionados anteriormente ofrece servicios comerciales.

## Medios de comunicación
La ciudad se destaca por sus radios locales. Se destacan Radio Ñuble y Radio El Sembrador, ambas las más antiguas de la región, para los jóvenes están las Radio Isadora, Radio Macarena y Radio Cariñosa, esta última destacando en música tropical. En música anglo de los años 1980, 90 y actual destacan Radio Stellar y Radio Alborada. La Discusión, una de las empresas periodísticas más antiguas de Chile, cuenta con una emisora FM y un periódico, cabe a destacar que su diario que es el segundo más antiguo del país. Además la ciudad cuenta con las principales radioemisoras a nivel nacional. A mediados del año 2008 nace el segundo diario de edición local Crónica Chillán. Además la ciudad cuenta con tres canales de Televisión: el primero llamado TVU, dependiente de la Universidad de Concepción y el segundo; canal 21, propiedad de MASE Comunicaciones Ltda, y por último el canal digital establecido en 2014 perteneciente a Corporación Siloé en Movimiento Televida HD. Vía digital existe ChillanActivo, un medio de comunicación independiente, dedicado a temáticas artístico-culturales y socioambientales.
Entre los medios de comunicación ya desaparecidos se encuentra Instituto Profesional de Chillán Televisión (Iproch TV), que emitía por el canal 10 y durante 10 años combinó programación local con programas en diferido del Canal 11 de la Universidad de Chile.

### Radioemisoras
FM
- 88.7 MHz Radio Armonía
- 89.1 MHz Radio Corporación
- 89.7 MHz Radio Ñuble
- 90.7 MHz Radio Contacto
- 91.5 MHz Radio Interactiva
- 92.1 MHz Radio Cariñosa
- 92.5 MHz Radio Emaús (Chillán Viejo)
- 92.9 MHz El Conquistador FM
- 94.7 MHz La Discusión
- 96.3 MHz FM Dos
- 97.7 MHz Radio Isadora
- 98.1 MHz Radio Cooperativa
- 99.1 MHz Radio Carolina
- 99.7 MHz Radio Macarena
- 101.3 MHz ADN Radio Chile
- 102.5 MHz Radio Stellar FM
- 102.9 MHz Radio Emaús
- 103.3 MHz Estilo FM
- 103.9 MHz Radio Pudahuel
- 104.7 MHz Radio El Sembrador
- 105.3 MHz Radio Bío-Bío
- 106.1 MHz Radio Alborada
- 106.9 MHz Universidad Adventista de Chile
- 107.1 MHz Radio Sabrosona
- 107.3 MHz Radio Emmanuel
- 107.5 MHz Radio Comunidad
- 107.7 MHz Radio El Buen Pastor
- 107.9 MHz Radio Visión

AM
- 900 kHz Radio Ñuble
- 1340 kHz La Discusión
- 1440 kHz Radio El Sembrador
- 1540 kHz Radio Corporación

### Televisión
TDT
- 3.1 - La Red HD
- 6.1 - TVN HD
- 6.2 - NTV
- 9.1 - Mega HD
- 9.2 - Mega 2
- 11.1 - Chilevisión HD
- 11.2 - UChile TV
- 13.1 - Canal 13 HD
- 13.2 - T13 En Vivo
- 21.1 - Nuevo Tiempo HD1
- 21.2 - Nuevo Tiempo HD2
- 26.1 - Canal 9 Bío-Bío Televisión HD
- 36.1 - Canal 1 HD
- 46.1 - Interactiva TV
- 46.2 - Interactiva TV 2
- 48.1 - Televida HD
- 48.2 - RVTV
- 48.3 - Radio Emaús

Por cable
- 7 - TVU (VTR)
- 8 - Canal 9 Bío-Bío Televisión (VTR)
- 41 - Canal 1 (Claro)
- 750 - Canal 1 (Mundo)

## Ciudades hermanadas
- Hamilton, Nueva Zelanda[44]
- Mürzzuschlag, Austria[45]
- Río Cuarto, Argentina[46]